# Graz Giants 2023
Questa voce raccoglie le informazioni riguardanti i Graz Giants nelle competizioni ufficiali della stagione 2023.

## Austrian Football League 2023

### Stagione regolare
| Telfs 1º aprile 2023, ore 16:00 1ª giornata | Telfs Patriots | 7 – 42 (0-14 0-21 7-0 0-7) referto | Graz Giants | Sportzentrum Telfs |

| Mödling 16 aprile 2023, ore 15:00 2ª giornata | AFC Rangers Mödling | 9 – 31 (0-7 3-14 0-3 6-7) referto | Graz Giants | Stadion Mödling (240 spett.) |

| Graz 23 aprile 2023, ore 14:00 3ª giornata | Graz Giants | 35 – 28 (d.t.s.) (7-0 7-7 0-14 14-7 7-0) referto | Vienna Vikings | Stadion Eggenberg (1051 spett.) |

| Salisburgo 30 aprile 2023, ore 14:00 4ª giornata | Salzburg Ducks | 34 – 42 (13-14 6-7 0-7 15-14) referto | Graz Giants | Max Aicher Stadion (1200 spett.) |

| Graz 13 maggio 2023, ore 14:00 5ª giornata | Graz Giants | 35 – 7 (0-7 14-0 7-0 7-0) referto | Tirol Raiders | Stadion Eggenberg (837 spett.) |

| Traun 20 maggio 2023, ore 17:00 6ª giornata | Traun Steelsharks | 21 – 26 (0-7 7-6 0-13 14-0) referto | Graz Giants | Sportzentrum Traun (612 spett.) |

| Graz 4 giugno 2023, ore 15:00 7ª giornata | Graz Giants | 7 – 24 (0-0 7-18 0-6 0-0) referto | Vienna Dragons | Stadion Eggenberg (911 spett.) |

| Graz 16 giugno 2023, ore 19:30 9ª giornata | Styrian Bears | 0 – 59 (0-28 0-14 0-3 0-14) referto | Graz Giants | Verbandsplatz (853 spett.) |

| Graz 25 giugno 2023, ore 15:00 Recupero 8ª giornata | Graz Giants | 42 – 43 (14-14 7-7 7-14 14-8) referto | Prague Black Panthers | Stadion Eggenberg (1104 spett.) |

| Graz 1º luglio 2023, ore 15:00 10ª giornata | Graz Giants | 35 – 0 (a tavolino) referto | Traun Steelsharks | Stadion Eggenberg |

### Playoff
| Vienna 16 luglio 2023, ore 16:00 Semifinale | Vienna Dragons | 27 – 23 (7-3 6-6 7-7 7-7) referto | Graz Giants | Sportplatz Donaufeld (550 spett.) |

## Statistiche di squadra
| Competizione      | %Vittorie | In casa | In casa | In casa | In casa | In casa | In casa | In trasferta | In trasferta | In trasferta | In trasferta | In trasferta | In trasferta | Totale | Totale | Totale | Totale | Totale | Totale |
| Competizione      | %Vittorie | G       | V       | N       | P       | Pf      | Ps      | G            | V            | N            | P            | Pf           | Ps           | G      | V      | N      | P      | Pf     | Ps     |
| ----------------- | --------- | ------- | ------- | ------- | ------- | ------- | ------- | ------------ | ------------ | ------------ | ------------ | ------------ | ------------ | ------ | ------ | ------ | ------ | ------ | ------ |
| Stagione regolare | .800      | 5       | 3       | 0       | 2       | 154     | 102     | 5            | 5            | 0            | 0            | 200          | 71           | 10     | 8      | 0      | 2      | 354    | 173    |
| Playoff           | .000      | 0       | 0       | 0       | 0       | 0       | 0       | 1            | 0            | 0            | 1            | 23           | 27           | 1      | 0      | 0      | 1      | 23     | 27     |
| Totale            | .727      | 5       | 3       | 0       | 2       | 154     | 102     | 6            | 5            | 0            | 1            | 223          | 98           | 11     | 8      | 0      | 3      | 377    | 200    |

## Statistiche personali

### Marcatori
| Giocatore        | Ruolo | TD rush | TD recv | TD int | TD p.ret | TD k.ret | TD oth | Xp1  | Xp2 | FG  | Saf | Totale |
| ---------------- | ----- | ------- | ------- | ------ | -------- | -------- | ------ | ---- | --- | --- | --- | ------ |
| Kapellari        |       | 0       | 11      | 0      | 0        | 0        | 0      | 0    | 0   | 0   | 0   | 66     |
| Bleckmann        |       | 6       | 2       | 0      | 0        | 0        | 0      | 0    | 0   | 0   | 0   | 48     |
| Dachs-Wiesinger  |       | 0       | 6+1     | 0      | 0        | 0        | 0      | 0    | 0   | 0   | 0   | 42     |
| Komeyli-Birjandi |       | 0       | 5+1     | 0      | 0        | 0        | 0      | 0    | 0   | 0   | 0   | 36     |
| Korger           |       | 0       | 0       | 0      | 0        | 0        | 0      | 25+2 | 0   | 1   | 0   | 30     |
| Eickhorst        |       | 0       | 3+1     | 0      | 0        | 0        | 0      | 0    | 0   | 0   | 0   | 24     |
| Schütz           |       | 1       | 3       | 0      | 0        | 0        | 0      | 0    | 0   | 0   | 0   | 24     |
| Kager            |       | 0       | 0       | 0      | 0        | 0        | 0      | 15   | 0   | 1+1 | 0   | 21     |
| Andrade          |       | 1       | 0       | 0      | 0        | 0        | 0      | 0    | 0   | 0   | 0   | 6      |
| Bauer            |       | 1       | 0       | 0      | 0        | 0        | 0      | 0    | 0   | 0   | 0   | 6      |
| Reissner         |       | 0       | 1       | 0      | 0        | 0        | 0      | 0    | 0   | 0   | 0   | 6      |
| Schneeberger     |       | 1       | 0       | 0      | 0        | 0        | 0      | 0    | 0   | 0   | 0   | 6      |
| W. Smith         |       | 1       | 0       | 0      | 0        | 0        | 0      | 0    | 0   | 0   | 0   | 6      |
| Tichy            |       | 0       | 0       | 0      | 0        | 0        | 1      | 0    | 0   | 0   | 0   | 6      |
| Haidvogl         |       | 0       | 0       | 0      | 0        | 0        | 0      | 2    | 0   | 0   | 0   | 2      |

### Passer rating
| Giocatore       | G   | Att    | Comp   | Int | Yds      | TD   | NFL    | NCAA   |
| --------------- | --- | ------ | ------ | --- | -------- | ---- | ------ | ------ |
| W. Smith        | 9+1 | 296+52 | 194+31 | 5+0 | 2500+362 | 31+3 | 116,81 | 163,11 |
| Dachs-Wiesinger | 1+1 | 1+1    | 1+1    | 0+0 | 0+25     | 0+0  |        |        |